# 香川県道165号東谷岩崎線
香川県道165号東谷岩崎線（かがわけんどう165ごう ひがしたにいわさきせん）は、香川県高松市を通る一般県道である。

## 概要

### 路線データ
- 起点：香川県高松市香川町東谷（香川県道43号中徳三谷高松線交点）
- 終点：香川県高松市香川町川東上（国道193号旧道交点）
- 総延長：4.256 km

## 地理

### 通過する自治体
- 高松市

### 交差する道路
| 交差する道路                        | 交差する場所 | 交差する場所 |
| ----------------------------------- | ------------ | ------------ |
| 香川県道43号中徳三谷高松線          | 香川町東谷   | 起点         |
| 香川県道269号塩江香川高松自転車道線 | 香川町岩崎   |              |
| 国道193号 / 旧道                    | 香川町川東上 | 終点         |

### 沿線
- 鮎滝カントリークラブ